# Serguéi Bodrov (padre)
Serguéi Vladímirovich Bodrov (en cirílico: Сергей Владимирович Бодров; Jabárovsk, 28 de junio de 1948) es un productor, guionista y director de cine ruso, de origen buriato. Es el padre del fallecido actor y director Serguéi Bodrov, Jr. (1971 - 2002).

## Biografía
Estudió en el Instituto Federal Estatal del Cine en Moscú, donde aprendió el oficio de guionista. Como director, alcanzó prestigio internacional en 1996 gracias a su película El prisionero de las montañas (en ruso: Kavkazskiy plennik), película basada en el relato El prisionero del Cáucaso de León Tolstói con la que consiguió el Premio Nika (el más importante de los premios cinematográficos rusos). El film fue candidato a mejor película extranjera en los premios Óscar y los Globos de Oro de 1997.
Como guionista, ha participado en numerosas obras, entre las que se destaca Est-Ouest (1999) de Régis Wargnier, película candidata al Óscar a la mejor película de lengua no inglesa (2000) en la que actuó su hijo Serguéi Bodrov (1971-2002) junto a un nutrido reparto internacional en el que también figuraban Catherine Deneuve y Sandrine Bonnaire.

## Filmografía
- S. E. R. (La libertad es el paraíso) (1989)
- Rey blanco, reina roja (1992)
- El prisionero de las montañas (1996)
- Corriendo libre (1999)
- The quickie (2001)
- El beso del oso (2002)
- Nomad: The Warrior (2005)
- Mongol (2007)
- La hija de un Yakuza nunca llora (2010)
- El séptimo hijo (2015)
- Breathe Easy (2022)

## Premios y distinciones
Premios Óscar
| Año  | Categoría                 | Película                      | Resultado |
| ---- | ------------------------- | ----------------------------- | --------- |
| 1997 | Mejor película extranjera | Mongol                        | Nominado  |
| 2008 | Mejor película extranjera | El prisionero de las montañas | Nominado  |

Festival Internacional de Cine de Cannes
| Año  | Categoría            | Película                  | Resultado |
| ---- | -------------------- | ------------------------- | --------- |
| 1996 | Premio de la Crítica | Prisoner of the Mountains | Ganador   |